# Bertholdia braziliensis
Bertholdia braziliensis là một loài bướm đêm thuộc phân họ Arctiinae, họ Erebidae.